# Basquetebol nos Jogos Europeus de 2015
As competições de basquetebol nos Jogos Europeus de 2015 foram disputadas na Arena de Basquete, em Baku entre 23 e 26 de junho  de 2015. A competição aconteceu no formato 3x3 em meia quadra, tanto o torneio masculino quanto o feminino foi composto por dezesseis equipes. Cada equipe foi composta por quatro jogadores, dos quais três podiam comparecer em quadra a qualquer momento. 

## Calendário
| Junho           | 12 | 13 | 14 | 15 | 16 | 17 | 18 | 19 | 20 | 21 | 22 | 23 | 24 | 25 | 26 | 27 | 28 |
| --------------- | -- | -- | -- | -- | -- | -- | -- | -- | -- | -- | -- | -- | -- | -- | -- | -- | -- |
| Basquetebol 3x3 |    |    |    |    |    |    |    |    |    |    |    |    |    |    | 2  |    |    |

|  | Dia de competição |  | Dia de final |

## Qualificação
Cada Comitê Olímpico Nacional pode qualificar uma equipe feminina e uma equipe masculina de quatro jogadores. O país organizador é automaticamente qualificado para ambos os torneios. Os 15 melhores times do Campeonato Europeu de Basquete 3×3 de 2014 também foram  qualificados.
| Qualificação                       | Masculino | Feminino |
| ---------------------------------- | --- | --- |
| País anfitrião                     | Azerbaijão | Azerbaijão |
| Campeonato Europeu de basquete 3×3 | Andorra · Bélgica · Chéquia · Estónia · Grécia · Israel · Itália · Lituânia · Roménia · Rússia · Sérvia · Eslovênia · Espanha · Suíça · Turquia | Bélgica · Chéquia · Grécia · Irlanda · Israel · Lituânia · Países Baixos · Roménia · Rússia · Eslováquia · Eslovênia · Espanha · Suíça · Turquia · Ucrânia |

## Medalhistas
| Evento             | Ouro                                                                              | Prata                                                                        | Bronze                                                                      |
| ------------------ | --------------------------------------------------------------------------------- | ---------------------------------------------------------------------------- | --------------------------------------------------------------------------- |
| Masculino detalhes | RUS Rússia Ilia Aleksandrov Andrey Kanygin Leopold Lagutin Alexsandr Pavlov       | ESP Espanha Sergio de la Fuente Álex Llorca Nacho Martín Juan Vasco          | SRB Sérvia Dušan Domović Bulut Dejan Majstorović Marko Savić Marko Ždero    |
| Feminino detalhes  | RUS Rússia Tatiana Petrushina Tatiana Vidmer Mariia Cherepanova Anna Leshkovtseva | UKR Ucrânia Viktoriia Paziuk Krystyna Matsko Olga Maznichenko Ganna Zarytska | ESP Espanha Vega Gimeno Arantxa Novo Esther Montenegro Inmaculada Zanoguera |

## Quadro de medalhas
O quadro de medalhas foi publicado. 
| Ordem | País        | Medalha de ouro | Medalha de prata | Medalha de bronze |   |
| ----- | ----------- | --------------- | ---------------- | ----------------- | - |
| 1     | RUS Rússia  | 2               |                  |                   | 2 |
| 2     | ESP Espanha |                 | 1                | 1                 | 2 |
| 3     | UKR Ucrânia |                 | 1                |                   | 1 |
| 4     | SRB Sérvia  |                 |                  | 1                 | 1 |
| TOTAL | TOTAL       | 2               | 2                | 2                 | 6 |